# بوئینگ ای‌اچ-۶
بوئینگ ای‌اچ-۶ (به انگلیسی: Boeing AH-6) نام بالگرد کوچک و سبکی است که در سه نوع بدون سرنشین، مأموریت ویژه و معمولی در مرحلهٔ طراحی و توسعه می‌باشد.
این بالگرد بر پایهٔ ام‌اچ۶ پرنده کوچک و دیگر بالگردهای خانواده ام‌دی ۵۰۰ ساخته شده‌است. مدل بدون سرنشین، یوبی‌ال (Unmanned Little Bird) و مدل دارای سرنشین ام‌ای‌ال‌بی (Mission Enhanced Little Bird) نام دارد.

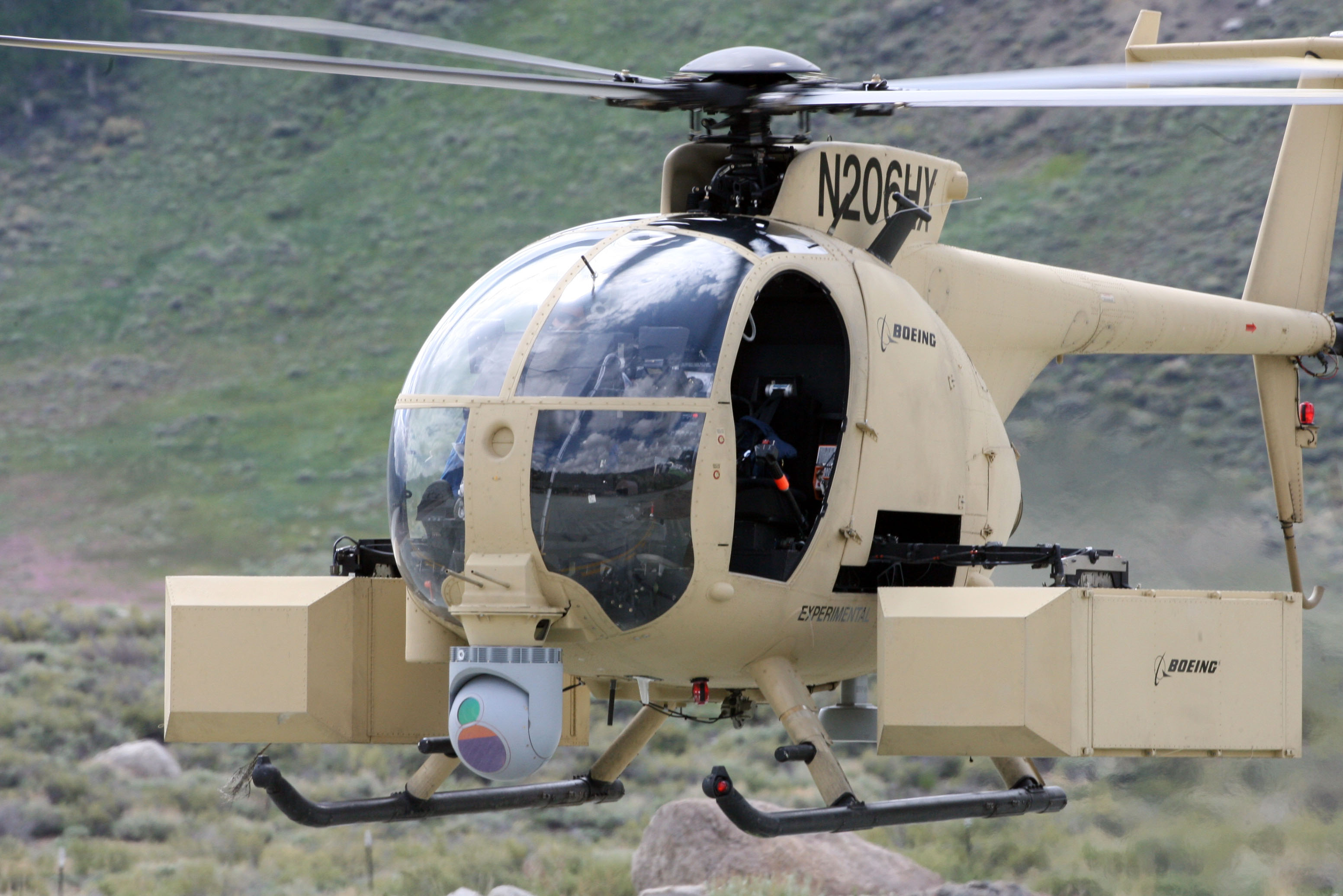
مدل بدون سرنشین UBL
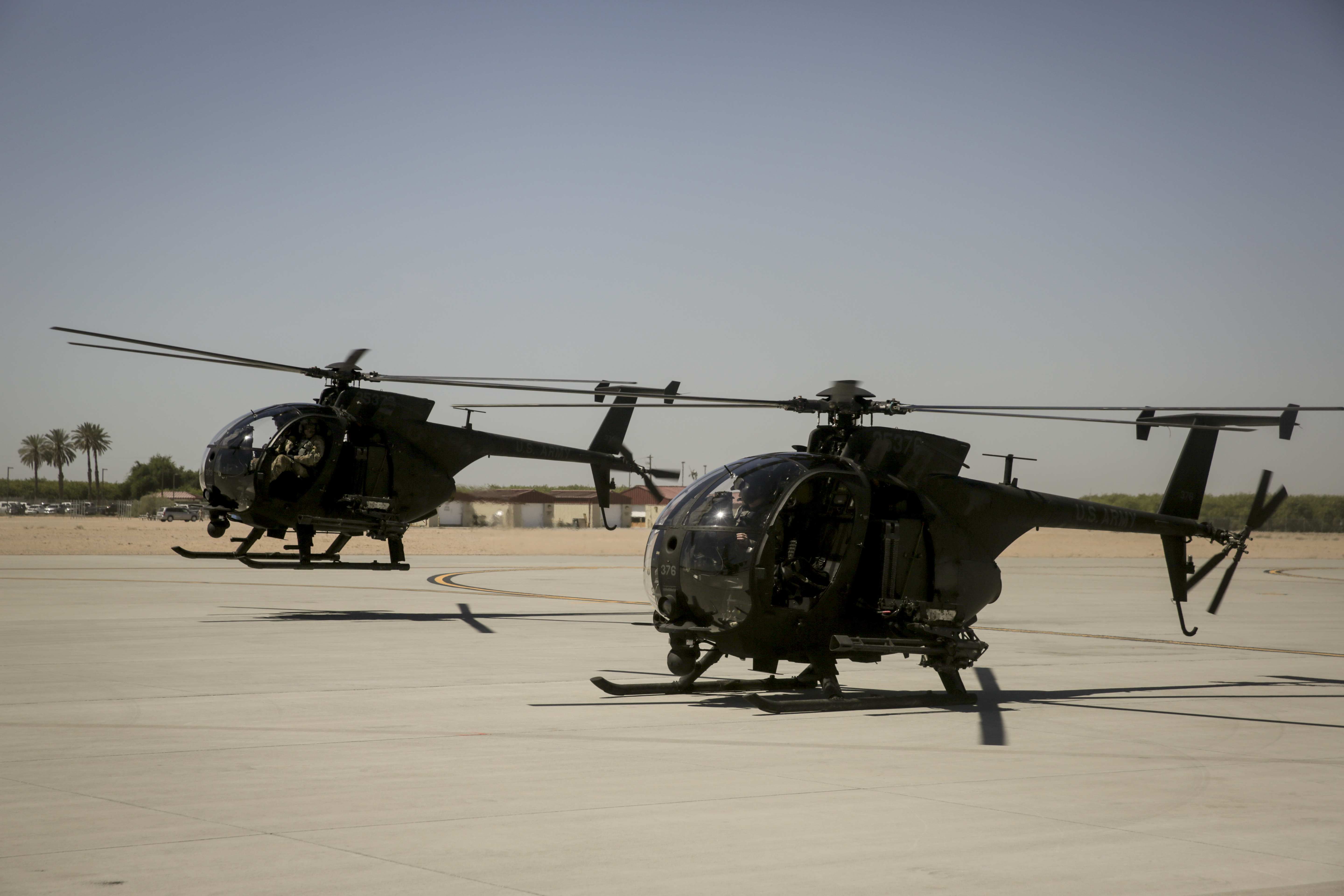
مدل مأموریت ویژه MELB
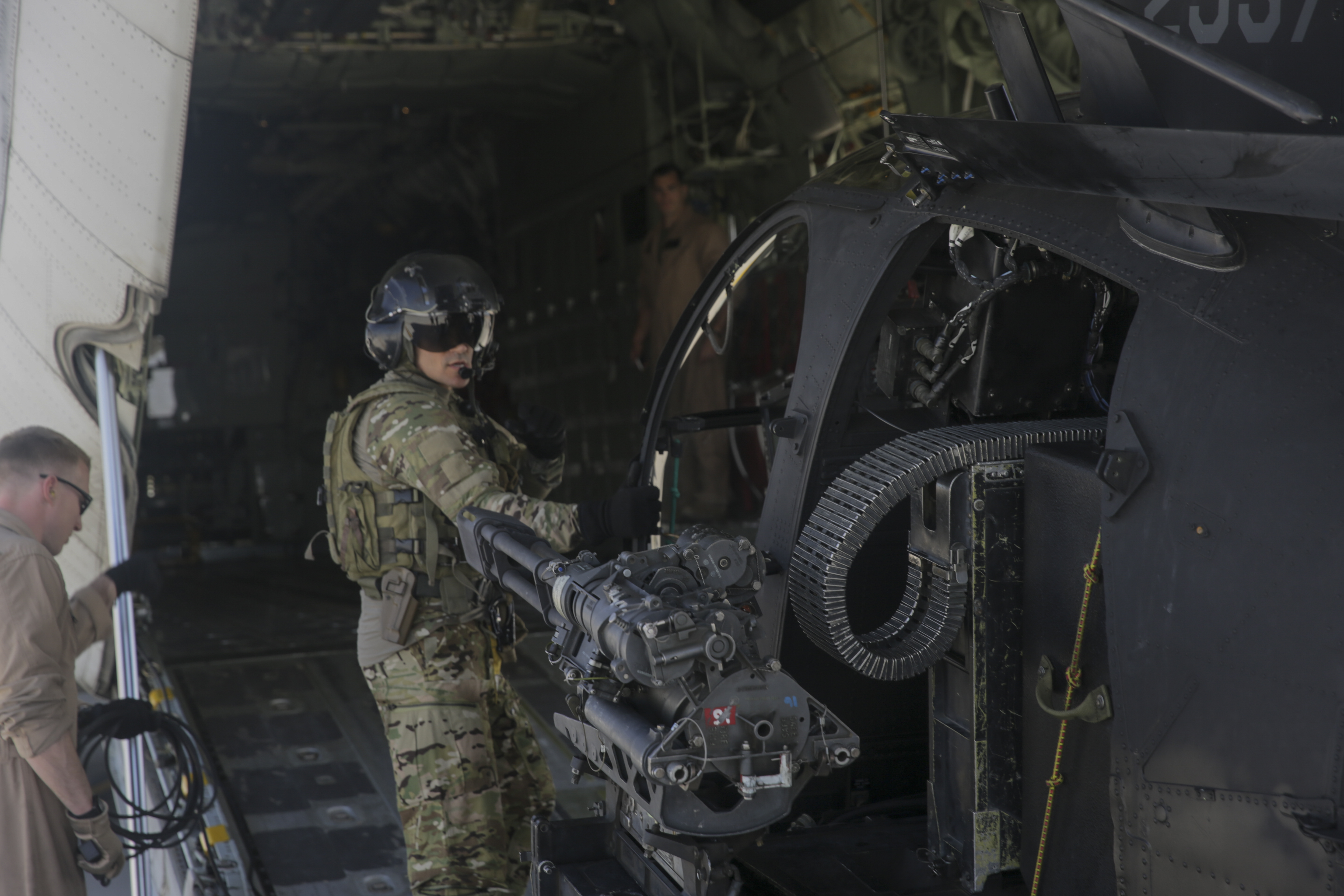
مدل ای‌اچ۶ با تیربار گاتلینگ درون یک لاکهید مارتین کی‌سی-۱۳۰
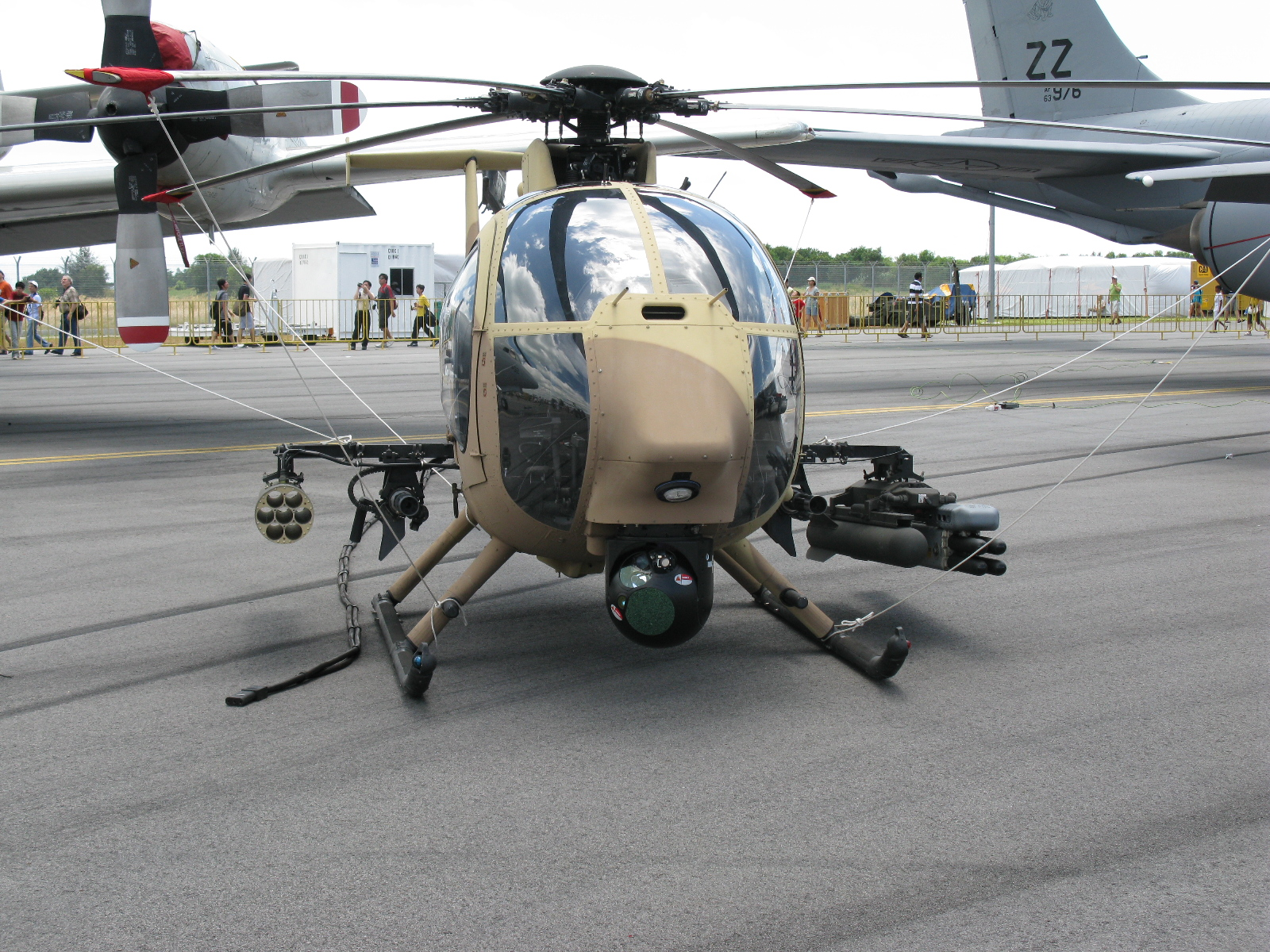
یک ای‌اچ-۶ کاملاً مسلح
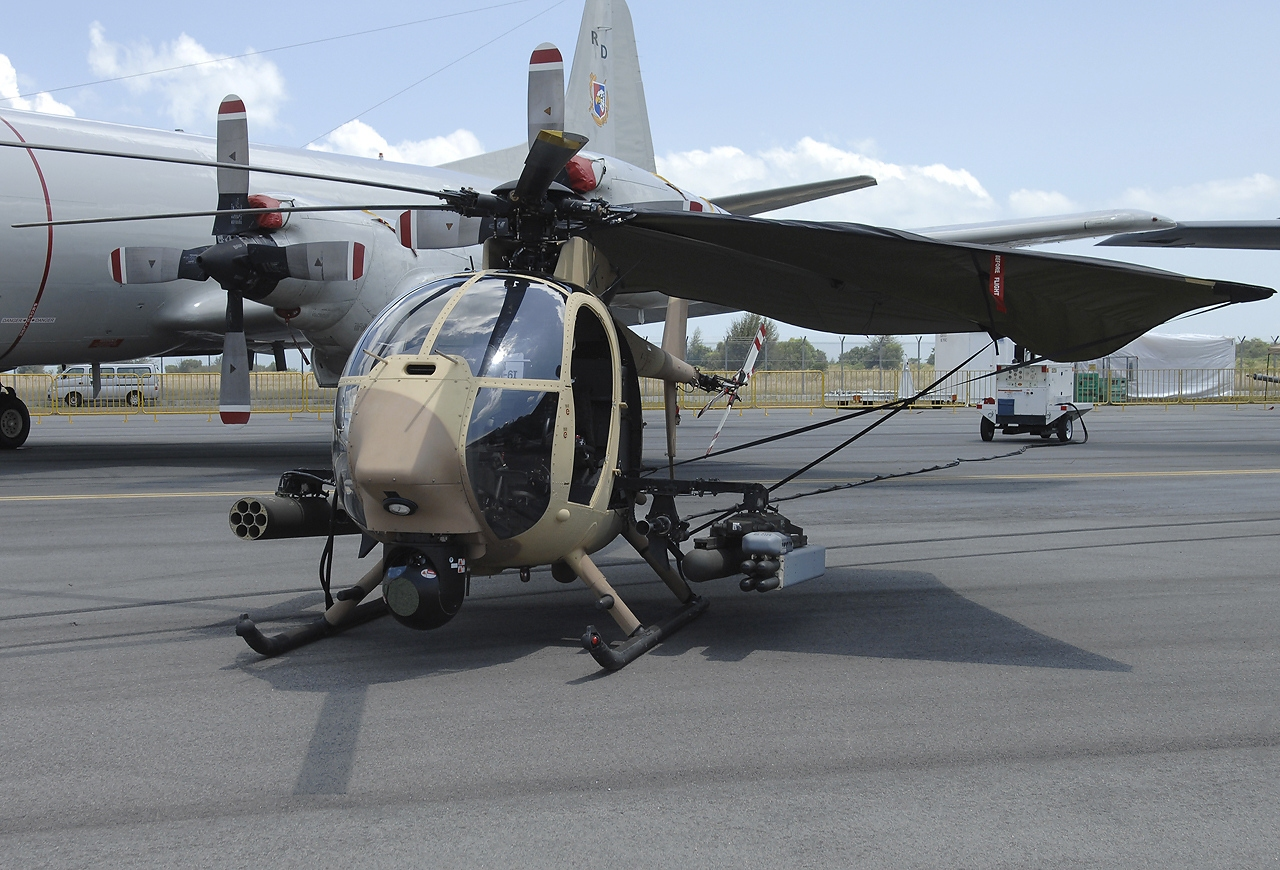

## مشخصات
با ادغام  مک دانل  داگلاس در بوئینگ، بوئینگ  مسئول تولید این بالگرد شد. نسخه بوئینگ AH-6 نسخه جدید این بالگرد است که در بوئینگ تولید می شود و دارای چندین  مدل مختلف است . این نسخه  در سال 2006 میلادی  پرواز کرد و به واسطه استفاده از مواد کامپورزیت وزن بدنه کاهش یافته و با افزایش قدرت موتور توان حمل محموله بیشتری  به این بالگرد داده شده  است.
 این نسخه  نیز دارای موتور Rolls-Royce Allison 250-C30R/3  با توان 650 اسب بخار قدرت دارد. این نسخه نیز  توان حمل چهار مسافر را دارد و از یک سامانه  دید حرارتی  و نشان گذار لیزری زیر بدنه استفاده میکند . بالگرد دارای  هشدار دهنده راداری و پرتاب کننده  فلر است . این نسخه  دارای دو بالچه در دو طرف بدنه است که میتواند در زیر هر بالچه  تا دو  مسلسل مینیگان و یا  دو غلاف 12.7 م م ویا دو راکت انداز 7 لول 70 م م و یا تا در مجموعی چهار موشک هدایت لیزری هلفایر را نیز حمل میکند  ویا ترکیبی از انها را . عربستان و اردن از جمله مشتریان این مدل هستند
قیمت هر فروند از این مدل 2 میلیون دلار است
سری بالگرد های که از oh-6 برگرفته شدند اگرچه کوچک و زره کمی داشتند ولی به دلیل تنوع پذیری بالا دارای توان انجام ماموریت های مختلفی هستند که کاربرد ان را به صرفه میکند. امروزه با کمک فناوری پیشرفته میتوان از آنها در روز و شب در نقش یک بالگرد شناسایی و تهاجمی سبک استفاده کرد  و البته نباید از انها انتظار  بازی نقش بالگرد همچون بلک هاوک اپاچی را داشت.